# Inter - Due stelle sul cuore
Inter - Due stelle sul cuore è un film documentario del 2024 diretto da Carlo A. Sigon.
Il film ripercorre la vittoria dello «scudetto della seconda stella» da parte del Football Club Internazionale Milano nella stagione 2023-2024.

## Trama
(Simone Inzaghi, allenatore dell'Inter nella stagione 2023-2024)
Il racconto ripercorre la stagione 2023-2024 dell'Inter, in cui il club nerazzurro vince lo «scudetto della seconda stella», arrivato alla 33ª giornata grazie alla vittoria per 2-1 sui rivali cittadini del Milan. Nel corso del film, infatti, vengono menzionate le partite più significative che hanno scandito la conquista del ventesimo titolo nazionale della storia dell'Inter.
Nella pellicola sono presenti immagini inedite, come alcune conversazioni pre-partita avvenute tra i giocatori negli spogliatoi, oltre a testimonianze e resoconti esclusivi da parte dei giocatori stessi, dell'allenatore Simone Inzaghi – al primo scudetto vinto alla guida dell'Inter – e dei dirigenti.
Inoltre vengono ripercorsi alcuni luoghi chiave come gli spalti dello stadio Meazza, il centro sportivo di Appiano Gentile, il campo da gioco del sopracitato Meazza e infine le strade di Milano, dove i tifosi nerazzurri hanno festeggiato la vittoria del ventesimo titolo nazionale dopo la vittoria nella stracittadina.
Nel film compaiono diverse personalità del mondo musicale e teatrale, che rendono omaggio alla squadra e ai suoi giocatori del passato e del presente, come Luciano Ligabue, Rose Villain, Gabriele Salvatores e Matilde Gioli.

## Distribuzione
Il film è stato diretto da Carlo A. Sigon, già regista di Zanetti Story, film del 2015 incentrato su Javier Zanetti. La pellicola è realizzata in collaborazione tra Filmmaster e Inter Media House (per conto della società nerazzurra), oltre a Red Joint Film; la produzione è iniziata subito dopo la conclusione della stagione e l'annuncio dell'uscita del film è arrivato il 27 giugno 2024, sul sito ufficiale dell'Inter.
Il trailer ufficiale è stato pubblicato online il 26 agosto e in seguito è stato possibile preordinare i biglietti per il film.
Il 12 settembre 2024 è avvenuta la prima proiezione, all'Anteo Palazzo del Cinema di Milano, dove hanno presenziato Giuseppe Marotta, Alessandro Antonello e l'intero organigramma societario della squadra, inclusi calciatori e invitati speciali.
La pellicola è stata distribuita al cinema, in oltre 323 sale italiane, dal 19 al 25 settembre, da Nexo Studios, Radio 105, La Gazzetta dello Sport e Coming Soon, in un evento noto come "IM2STARS".
Dal 22 ottobre è disponibile in streaming, in esclusiva, su Prime Video.

## Accoglienza

### Incassi
Il film ha incassato 1099441 € con 91452 presenze, superando l'incasso del film documentario Sarò con te dello stesso anno.
Nel primo giorno di distribuzione, il film ha raggiunto la prima posizione al box office, superando il precedente Beetlejuice Beetlejuice, incassando 213.000 euro nella prima giornata e altri 400.000 nella seconda, facendo segnare i record d'incassi e di presenze, con ben 18.000 spettatori medi.
È rimasto in testa alla classifica per due giorni consecutivi (19 e 20 settembre) e poi di nuovo dal 23 settembre al 27 settembre, per un totale di una settimana.

### Critica
Il film è stato generalmente accolto positivamente dal pubblico, specialmente dalla tifoseria nerazzurra, mentre su Coming Soon è stato votato 4,4/5.